# Георгиос Диволис
Георгиос Диволис (на гръцки: Γεώργιος Δίβολης) е гръцки печатар и общественик, деец на Гръцката въоръжена пропаганда в Македония.

## Биография
Георгиос Диволис по произход от цикладския остров Фолегандрос. Мести се в Солун, където развива широка обществена дейност. Член е на много гръцки организации в града. Става ефор на Солунското дружество на любителите на музиката, което цели духовното развитие на гръцките деца. От дружеството в 1908 година възниква футболен клуб „Ираклис“. По професия е печатар. Първоначално в Солун работи в местния клон на константинополската книжарница „Депастас - Сфирас - Герардос“.
Диволис основава печатница, на която безплатно отпечатва формуляри на различни гръцки организации и първите формуляри на гръцката администрация, след като Солун попада в Гърция в 1912 година. Печатницата изгаря по време на големия солунски пожар в 1917 година. Разорен, Диволис се завръща на родния Фолегандрос, където умира.